# Динеин

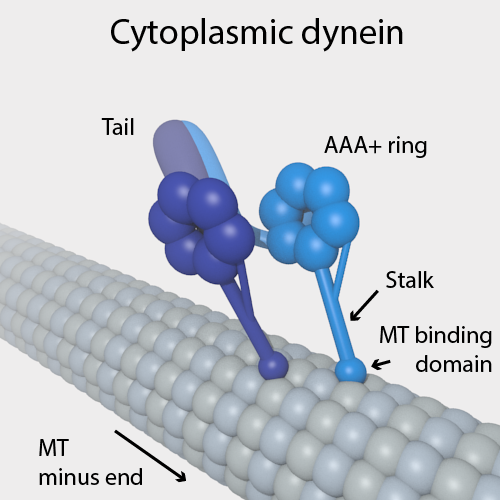
Динеин

Динеины — группа моторных белков, способных перемещаться по поверхности микротрубочек цитоскелета, и трансформирующих химическую энергию, содержащуюся в АТФ, в механическую энергию движения, перенося грузы (cargo) — везикулы, митохондрии и др. Динеины движутся по микротрубочкам от плюс-концов к минус-концам, которые, как правило, закреплены в районе клеточного центра (ЦОМТ). (Белки, транспортирующие грузы в обратном направлении — кинезины). В аксонах динеины осуществляют ретроградный транспорт. Также динеины бывают задействованы в движении хромосом и влияют на месторасположение веретена деления при делении клетки.

## Виды динеинов
Динеины делятся на две группы — цитоплазматические и аксонемные. Первые — растворимые белки цитоплазмы, вторые входят в состав аксонемы эукариотических жгутиков и ресничек. Каждая молекула динеина — это сложное белковое образование, составленное из нескольких полипептидных цепей. Цитоплазматический и аксонемный динеин имеют как общие, так и уникальные компоненты.

### Цитоплазматический динеин
Цитоплазматичный динеин, который имеет молекулярную массу примерно 1.5 МДа, состоит из 12 полипептидных цепочек. Две одинаковые тяжёлые цепи (массой по 520 кДа) обеспечивают АТФ-азную активность и включают моторный домен. Они же ответственны за движение вдоль микротрубочек. Две средних цепи массой по 74 кДа — своеобразные зацепки — они прицепляют груз к белку. В состав динеина входят также четыре средних цепи (53-59 кДа) и несколько лёгких, значение которых до сих пор не выяснено. Цитоплазматические динеины — гомодимеры, имеющие два крупных моторных домена в качестве «головок»
В эукариотических клетках цитоплазматический динеин активируется соединением с динактином, другим сложным белком, необходимым для митоза. Динактин может регулировать активность динеина и, возможно, упрощает процесс прикрепления динеина к его грузу.
Предполагается, что цитоплазматические динеины обычно двигаются вдоль микротрубочек непрерывно: один из «стеблей» головок динеина всегда прикреплен к микротрубочке, поэтому динеин может перемещаться по микротрубочке на значительные расстояния, не открепляясь.
Цитоплазматический динеин участвует в обеспечении правильной локализации аппарата Гольджи и других органелл в клетке. Он также помогает при транспортировке грузов, необходимых для функционирования клеток, таких как пузырьки эндоплазматического ретикулума, эндосомы и лизосомы.

### Аксонемный динеин
Благодаря аксонемному динеину реснички и жгутики подвижны; он обеспечивает взаимное скольжение микротрубочек, входящих в состав аксонемы. Такой динеин находится только в клетках, имеющих эти структуры. Известны разные формы аксонемного динеина, которые могут содержать одну, две или три неодинаковые тяжёлые цепи. Аксонемные динеины — гетеродимеры или гетеротримеры, имеющие две или три моторные головки.
Предполагается, что группы молекул динеина, отвечающих за движение в противоположных направлениях, активируются и инактивируются согласованным образом, и поэтому реснички и жгутики могут двигаться как вперёд, так и назад.

## Механизм работы
Хотя динеины не родственны кинезинам, механизм их работы сходен. Движение головки динеина («эффективный удар») сопровождается разложением молекулы АТФ и высвобождением молекул АДФ и фосфата, при этом кольцевой домен поворачивается относительно «хвоста» тяжёлой цепи.
Динеины — наиболее «быстрые» из молекулярных моторов. В эксперименте аксонемные динеины могут вызывать скольжение микротрубочек со скоростью 14 мкм/с.